# Zee Cine Award
Der Zee Cine Award ist ein indischer Filmpreis. Er wurde erstmals 1998 in Mumbai verliehen. Seitdem hat diese Preisverleihung in der indischen Bevölkerung und bei den Zuschauern des Fernsehsenders Zee TV stetig an Bedeutung gewonnen.
Seit einigen Jahren finden die Preisverleihungen im Ausland statt. Im Jahr 2004 wurde der Zee Cine Award in Dubai verliehen und im darauf folgenden Jahr in London. 2006 wurde der Preis in Mauritius verliehen. Im folgenden Jahr fand die Zeremonie in Malaysia statt und wurde am 1. April 2007 ausgestrahlt.

## Preiskategorien

### Beliebtheitspreise
- Bester Film
- Beste Regie
- Bester Hauptdarsteller
- Beste Hauptdarstellerin
- Bester Nebendarsteller
- Beste Nebendarstellerin
- Bester Schurke
- Bester Komiker
- Bester Playbacksänger
- Beste Playbacksängerin
- Beste Musik
- Bester Liedtext
- Bestes Regiedebüt
- Bester Debütant
- Beste Debütantin
- Bestes Lied des Jahres
- Lebenswerk
- Zee Cine Zenith Power Team Award für Lage Raho Munna Bhai und Rang De Basanti – Die Farbe Safran (2007)
- Zee Cine Award/Diva Award an Rekha (2007)
- Zee Cine Award/Besondere Anerkennung an Subhash Ghai (2007)
- Zee Cine Award/Entertainer des Jahres an Shah Rukh Khan für Don – Das Spiel beginnt (2007)

### Technische Preise
- Beste Choreografie
- Beste Hintergrundmusik
- Beste Story
- Bestes Drehbuch
- Bester Dialog
- Bester Schnitt
- Beste Kamera
- Bestes Szenenbild
- Beste Stuntregie
- Beste Kostüme
- Bestes Publicity Design
- Beste Filmbearbeitung
- Beste Tongestaltung
- Beste Liedaufnahme
- Beste Re-Recording
- Beste Tonaufzeichnung
- Beste visuelle Effekte
- Zee Cine Award Best Technical Director an Prakash Jha für Mrityudand (1998) und Mahesh Manjrekar für Vaastav (2000)
- Zee Cine Award Best Make-up Artist an Pradeep Pemigirikar für Prithvi (1998) und an Deepak Bhatee für Sarfarosh (2000)

### Kritikerpreis
- Zee Cine Award/Kritikerpreis – Bester Darsteller
- Zee Cine Award/Kritikerpreis – Beste Darstellerin
- Zee Cine Award/Kritikerpreis – Bester Regisseur an Ashutosh Gowariker für Swades – Heimat (2005)
- Zee Cine Award/Kritikerpreis – Bester Film an Iqbal (2006)

### Preise, die nicht mehr verliehen werden
- Lux Face of the Year (1998–2001)
- Zee Cine Award Face of the Year an Aishwarya Rai (2000) und an Kareena Kapoor für Refugee (2001)
- Zee Cine Netizen Award Best Film an Rakesh Roshan für Kaho Naa ... Pyaar Hai – Liebe aus heiterem Himmel (2001)
- Zee Premiere Choice - Female an Karisma Kapoor für Fiza (2001)
- Zee Premiere Choice - Male an Sanjay Dutt für Mission Kashmir – Der blutige Weg der Freiheit (2001)
- Zee Cine Special Award for Debut Director an Farhan Akhtar für Dil Chahta Hai (2002)
- Zee Cine Special Award for Hall of Fame an Asha Bhosle (2002)
- Zee Cine Special Award for Outstanding Contribution to International Cinema an Mira Nair für Monsoon Wedding (2002)
- Zee Cine Special Award for Outstanding Performance - Female an Kajol für In guten wie in schweren Tagen (2002)
- Zee Cine Special Award for Outstanding Performance - Male an Sunny Deol für Gadar: Ek Prem Katha (2002)
- Zee Cine Award Queen of Hearts an Kareena Kapoor (2002) und Preity Zinta (2003)
- Zee Cine Award Dynamic Duo an Bipasha Basu und Dino Morea für Raaz (2003)
- Zee Cine Award True Indian Beauty an Aishwarya Rai für Devdas (2003)
- Zee Cine Award Superstar of the Year - Female an Preity Zinta für Lebe und denke nicht an morgen (2004)
- Zee Cine Award Superstar of the Year - Male an Shah Rukh Khan für Lebe und denke nicht an morgen (2004)
- Zee Cine Award Golden Grade Award an Amitabh Bachchan (2004)
- Zee Cine Award Best Contribution to Indian Cinema an Dharmendra (2004)
- Zee Cine Award Producer of the Year an Yash Chopra für Veer und Zaara – Die Legende einer Liebe (2004)